# Nouvron
Nouvron est une localité de Nouvron-Vingré, dont elle est le chef-lieu, et une ancienne commune française, située dans le département de l'Aisne en région Hauts-de-France.

## Histoire
La commune de Nouvron a été créée lors de la Révolution française. Le 1er mars 1826, elle est supprimée par ordonnance et elle fusionne avec la commune voisine de Vingré. La nouvelle entité prend le nom de Nouvron-Vingré.

## Administration
Jusqu'à sa fusion avec Vingré en 1826, la commune faisait partie du canton de Vic-sur-Aisne dans le département de l'Aisne. Elle appartenait aussi à l'arrondissement de Soissons depuis 1801 et au district de Soissons entre 1790 et 1795. La liste des maires de Nouvron est :
| Période                                  | Période | Identité | Étiquette | Qualité |
| ---------------------------------------- | ------- | -------- | --------- | ------- |
|                                          |         |          |           |         |
| Les données manquantes sont à compléter. |         |          |           |         |

## Démographie
Jusqu'en 1826, la démographie de Nouvron était :
| 1793 | 1800 | 1806 | 1821 |
| ---- | ---- | ---- | ---- |
| 242  | 210  | 232  | 226  |